# Уакареуареуа
Уакареуареуа (на маорски Whakarewarewa) е геотермален район край град Роторуа, във вулканичната зона Таупо, Нова Зеландия. Думата Уакареуареуа на маорски означава „Земята, издишаща пара“. Тук се намира Похуту, най-големият гейзер в Нова Зеландия.